# Pic de Sanfonts
Pic de Sanfonts je hora na hranicích Andorry a Španělska. Nachází se v pohoří Pyreneje. Její výška je 2894 m n. m. Nejbližší obec je La Massana.